# Densità lineare
La densità lineare (detta anche massa lineica o massa lineare o impropriamente anche peso lineare) è una misura di massa per unità di lunghezza, ed è una caratteristica delle fibre o di oggetti monodimensionali (in cui una dimensione è molto maggiore delle altre due), quali corde, tubi e simili.
Nel sistema internazionale l'unità di misura della densità lineare è il chilogrammo su metro (kg/m); nel sistema CGS è espressa in g/cm.
Per un corpo di massa m e lunghezza l, la massa lineica media è data da:
{\displaystyle \mu ={\frac {m}{L}}}
dove:
- μ è la massa lineare dell'oggetto (misurata in kg/m);
- m è la massa dell'oggetto (misurata in chilogrammi);
- L è la lunghezza dell'oggetto (misurata in metri).

La densità lineare può essere definita punto per punto passando agli infinitesimi (analogamente a quanto si fa per passare dalla velocità media alla velocità istantanea); preso un tratto infinitesimo di curva {\displaystyle dL}, avente massa infinitesima {\displaystyle dm} e identificato dalla coordinata {\displaystyle \mathbf {r} } in qualche sistema di riferimento, si definisce densità lineare della curva nel punto {\displaystyle \mathbf {r} } la quantità
{\displaystyle \mu (\mathbf {r} )={\frac {dm}{dL}}(\mathbf {r} )};
se {\displaystyle \gamma } è la curva cui ci stiamo riferendo (supponendo che sia rettificabile), possiamo trovare la sua massa tramite la relazione
{\displaystyle m=\int _{\gamma }{\mu (\mathbf {r} )dL}};
in altre parole, integrando la densità lineare (quantità locale o intensiva) lungo l'intera curva si ottiene la sua massa (quantità globale o estensiva).

## Unità di misura
Le unità di misura utilizzate sono:
- Chilogrammo su metro
- Denaro o danaro
- Tex
- once per piede
- once per pollice
- libbre per piede
- libbre per pollice

## Applicazioni
La densità lineare compare nella formula per la velocità di propagazione di un'onda su una corda vibrante:
{\displaystyle v={\sqrt {T/\mu }}}
dove T è la forza di tensione interna della corda.